# Villaformán
Villaformán (llamada oficialmente San Xoán de Vilaformán) es una parroquia española del municipio de Trabada, en la provincia de Lugo, Galicia.

## Organización territorial
La parroquia está formada por diecisiete entidades de población:

### Entidades de población
Entidades de población que forman parte de la parroquia:
- Carreirachá (A Carreira Chá)
- Grandela (A Grandela)
- Iglesia (A Igrexa)
- Murió de Arriba (O Murio de Arriba)
- Naraído
- Outeiro (O Outeiro)
- Pereira Parda (A Pereira Parda)
- Real (O Real)
- Rodriguelo
- Suasribas
- Veiga (A Veiga)
- Vilaxusá
- Vilasuso

### Despoblados
Despoblados que forman parte de la parroquia:
- Pé da Viña (O Pé da Viña)
- Roxo Seco (O Roxo Seco)
- Ventoso
- Vila Chá (Vilachá)

## Demografía
| Gráfica de evolución demográfica de Villaformán entre 2000 y 2021 |
|                                                                   |
| Datos según el nomenclátor publicado por el INE.                  |